# 矢野 (広島市)

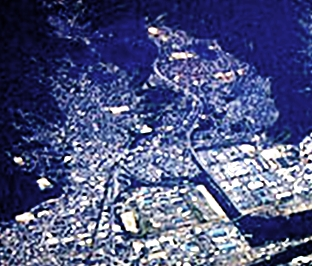
広島市安芸区矢野地区。右の埋立地が広島東部流通団地、下部中央の埋立地が自衛隊、S字の道路が広島熊野有料道路（矢野安浦バイパス）。

矢野（やの）は、広島市安芸区の南部に位置する地区で、広島市編入前は安芸郡矢野町であった。飛び地として、日本一の人口を誇る。（2023年6月末現在、28,716人）

## 定義
安芸区矢野の飛び地全てと矢野新町二丁目の飛び地(ほとんどが海)を含む。

## 地理
- 広島市であるが、周囲は安芸郡と呉市である。JRで矢野駅から広島駅まで約13分と広島市中心部に近いが、ほかの広島市域とは陸地で接しておらず飛び地になっている。これは、矢野周辺の安芸郡海田町・坂町・熊野町と広島市の合併問題が進展していないためである。また矢野新町二丁目19にもう一つ飛び地があるが、この地域と矢野地区中心部を含む地域とは距離的には近いが隣接しているわけではない。地図[1]
- 東に熊野町、西に坂町、南に呉市、北に海田町が隣接しているほか、矢野新町二丁目19の飛び地と瀬戸内海上（海田湾）で南区向洋が隣接している。国は周囲の3町（海田町・坂町・熊野町）に広島市への合併を呼びかけているが進展しないため、矢野は飛び地となったままである。

### 町名
町名には全て「矢野」が使われているが、祇園・天神など各地で独自の地区名を持っているところもある。
- 矢野新町（やのしんまち）:一・二丁目(上述の通り、二丁目19は飛び地)
- 矢野町（やのちょう）:丁目は存在しない。
- 矢野西（やのにし）:一-七丁目
- 矢野東（やのひがし）:一-七丁目
- 矢野南（やのみなみ）一-六丁目

## 歴史
矢野は広島市域でも古くから歴史のある地で、矢野を中心に、安芸郡坂町、呉市の天応・押込地区、安芸郡熊野町の川角・平谷地区まで含めて、かつては養隈（やの）と呼ばれていた。
縄文時代の早期には人が暮らし、矢野小学校の校庭から縄文土器や弥生土器、石斧などが出土している。
平安時代、安芸熊谷氏により矢野城が築城され、城下町として発達。また、音戸の瀬戸を開いた平清盛の厳島への航路に近く、広島湾から更に湾になっているため、港津の港町（矢野浦）としても発達した。
1335年12月23日、矢野城は足利尊氏に呼応して挙兵した武田信武らの軍勢に攻め込まれ、熊谷蓮覚をはじめとする熊谷氏の傍流一族らは昼夜の別なく四日間にわたり戦ったが敗れた。
その後1445年に尾張国より野間重能が矢野城に入り、近隣の平賀氏や小早川氏と争いを繰り返し勢力を拡大した。
1554年9月7日、高田郡（安芸高田市）の武将毛利元就が3000騎をもって矢野城を総攻撃。野間氏一族は虐殺され、このとき矢野城も廃城になったと推測される。この矢野城攻防の悲惨さを語る野間隆実の「野間火」は、永く里人の語り草となっている。
江戸時代、矢野は漁船溜り・商港として栄え、明治時代に入ると、1870年、矢野の長慶寺に「啓迪舎」が開設され、広島県下小学校のさきがけとなった。
1903年、官設鉄道の海田市駅-呉駅間開業により矢野駅設置。1935年、矢野新開先を埋め立て、大日本帝国軍の基地となる。
1945年8月6日、広島市中心部に原子爆弾が投下されるも、矢野地区と広島都心（爆心地）との間には黄金山があり、爆風被害がほとんどなかった。
1975年3月20日、広島市と合併したことにより広島市矢野町となる。1980年4月1日、広島市の政令市移行に伴い広島市安芸区矢野となった。

## 交通
- JR
  - JR呉線矢野駅
- バス
  - 広電バス　
    - 広島方面には海田・向洋経由と海田大橋・東雲経由の2系統、熊野方面には矢野旧道経由と、広島熊野道路経由の2系統がある。
- 道路
  - 国道31号
  - 広島県道34号矢野安浦線
  - 広島県道276号矢野海田線
    - 熊野別れ交差点

## 教育
小学校
- 広島市立矢野小学校
- 広島市立矢野西小学校
- 広島市立矢野南小学校

中学校
- 広島市立矢野中学校

高等学校
- 広島県立安芸南高等学校

## 産業
- かつてはかもじ（かつら）の産地として知られ、最盛期（明治時代末期～昭和時代初期）には業者数400社以上、従業員数1,400人を数え全国生産量の90％を占め、海外にも輸出されていた。

## 名所・旧跡
- 矢野城（広島県指定史跡）
- 多家神社（神武天皇が東征のみぎり、たちどまられたと伝えられている。）
- 野間神社（野間興勝を祭ってある。通称、野間さん・のまどうさん）
- 稲荷神社
- 狐原大師堂
- 大年社
- 愛宕社（ごんげんさんと呼ばれ、広島市街地・広島湾を一望できる高台にあるので若者に人気の夜景スポットとなっている。）
- 白鳥社（いぼおとしのかみさんと呼ばれている。社地より東方一丁の所にお手洗いがあり、いぼのできた人は参詣してこの水をつけ後ろ向きをせずに帰れば数日のうちにいぼがとれるという。）
- 姫宮神社
- 祇園神社
- 三王社（旧号で山上社と云われ、1867年丸子の森から宮下にうつし現在にいたっている。）
- 出雲神社
- 荒神社（その昔、尾崎山まで砂浜つづきだった荒神の森は三つの小島からなり一名三ツ名子島といわれた。）
- 住吉社（住吉にあったが1749年に小崎浜にうつした。）
- 龍田社
- 赤石明神
- 尾崎八幡宮・尾崎神社（1470年、宮のうねに造られ、1614年現在地にうつる。1880年に郷社、1933年に県社となった。10月10日の秋季大祭は“鬼まつり”とも呼ばれる。12月31日の夜から初詣の人でにぎわう。）
- 木船薬師堂（花上のおやくっさん）
- 新城山観音堂（久保の観音）
- 東光園大仏（浜の大仏さんと呼ばれ、1935年に建てられた。戦前はここで最初の幼稚園が開設された。）
- かもじの洗い場跡（矢野川、宮下川に遺構が残る。）
- 矢野川洪水の石碑（洪水犠牲者の慰霊碑）
- 梶木貝塚（現在は畑）他、数箇所古墳が在る。
- 絵下山公園頂上広場（広島市街地・広島湾が一望できる芝生の公園。なだらかなスロープの遊歩道や、あずまや、ベンチ、トイレ、駐車場完備。2014年開園。

### 山
- 絵下山（標高593m）…地上デジタル放送の広島送信所と絵下山公園頂上広場がある山。かつては広島県内のUHF電波を用いた民間テレビ放送局（広島ホームテレビ・テレビ新広島）の送信所があった。
- 明神山（標高500m）
- 発喜山（標高476m）

以上の3つの山は、矢野三山と呼ばれる。

### 川
- 矢野川（全長3.2km・二級河川）
- 尾崎川（全長1.85 ㎞・二級河川）
- 宮下川

## 祭事・催事
- 尾崎八幡神社秋季大祭（通称鬼まつり・10月10日）

尾崎神社の参道、本町商店街から矢野川の出合橋まで、たくさんの露店が軒を並べ、多くの人が訪れる。

## 矢野出身の有名人
- 嘯月庵雲僲（日本画家）
- 小早川毅彦（元プロ野球選手・野球解説者）　※毛利氏一門小早川氏の子孫であるとされる。
- 佐藤康之（プロサッカー選手）
- 茶島雄介（プロサッカー選手）
- 森崎浩司（プロサッカー選手）
- 森崎和幸（プロサッカー選手）
- 夏目義徳（漫画家）